# Spider-Man and Venom: Separation Anxiety
Spider-Man and Venom: Separation Anxiety (с англ. — «Человек-паук и Веном: Тревога разъединения») — видеоигра в жанре beat ’em up, разработанная компанией Software Creations и изданная Acclaim для игровых платформ Sega Mega Drive/Genesis и SNES, а также для PC в 1995 году. Является сиквелом игры «Spider-Man and Venom: Maximum Carnage» и основывается на серии комиксов о персонаже Marvel Comics Веноме — Venom: Separation Anxiety.
Игра получила смешанные отзывы, её критиковали в основном за повторяемость, неоригинальность и отсутствие кат-сцен.

## Сюжет
Хотя игра названа в честь серии комиксов Venom: Separation Anxiety, сюжет более точно повторяет события первой ограниченной серии Венома — Venom: Lethal Protector. Сюжет игры в общих чертах повторяет сюжет «Смертоносного защитника» следующим образом:
- Появление Человека-паука (как в Lethal Protector #1)
- Столкновение с диггером в Сан-Франциско (как показано в Lethal Protector #1)
- Открытие подземного города (как показано в Lethal Protector #1)
- Появление Присяжных (как показано в Lethal Protector #2)
- Насильное извлечение пяти симбиотов из одного симбиота, для создания пяти новых симбиотов (как показано в Lethal Protector #4)
- Побег Человека-паука и Венома из Фонда Жизни[англ.] (как показано в Lethal Protector #5)
- Противостояние пяти симбиотов в штаб-квартире Фонда Жизни (как показано в Lethal Protector #5)

## Игровой процесс

Геймплей игры

Герои Marvel Comics Человек-паук и Веном сражаются против суперзлодеев и их приспешников, оккупировавших Нью-Йорк.
Уровни в игре представляют собой локации (улицы Нью-Йорка, мост и др.) с боковым сайд-скроллингом и графикой с использованием изометрической проекции. Игровой процесс сходен с другими играми жанра beat 'em up. Персонажи перемещаются по уровням и уничтожают врагов, нападающих группами; в конце уровней находятся боссы — суперзлодеи из комиксов Marvel. Также здесь представлены полезные предметы, восстанавливающие здоровье героев.
В игре можно играть как за Человека-паука, так и за Венома. Персонажи несколько отличаются друг от друга: Веном немного сильнее физически, но менее поворотлив, а Человек-паук немного слабее, но более ловок и быстр; также каждый из героев имеет собственный спецприём, наносящий серьёзные повреждения противникам в пределах видимости. Оба героя используют «паутину», чтобы обездвижить врагов или преодолеть препятствие.

## Оценки
| Сводный рейтинг    | Сводный рейтинг              |
| Агрегатор          | Оценка                       |
| ------------------ | ---------------------------- |
| GameRankings       | 61,50 % (SNES) 35,85 % (GEN) |
| Иноязычные издания |                              |
| Издание            | Оценка                       |
| EGM                | 4,75/10 (GEN)                |
| Next Generation    | (GEN, SNES) · (PC)           |

Консольные версии игры получили более высокие оценки, чем версия для PC. Например, версия для Sega журналом GamePro была оценена в 4 балла из 5, а другие журналы — Video Games and Computer Entertainment и EGM — поставили оценки 6 и 4,8 баллов из 10. Версию для SNES рецензенты из GamePro и Video Games and Computer Entertainment оценили в 4 балла из 5 и 6 баллов из 10. Версии для Windows журналы Computer Games Magazine и PC Player поставили оценки 3,5 баллов из 5 и 19 баллов из 100; среди недостатков здесь были названы плохая графика и скучный геймплей.